# Gmina Zagorie
Gmina Zagorie (alb. Komuna Zagorie) – gmina miejska położona w południowej części Albanii. Administracyjnie należy do okręgu Gjirokastra w obwodzie Gjirokastra. W 2011 roku populacja gminy wynosiła 411 osób w tym 199 kobiet oraz 212 mężczyzn, z czego Albańczycy stanowili 69,59%, a Grecy 7,06% mieszkańców. 
W skład gminy wchodzi dziewięć miejscowości: Sheper, Nivan, Konckë, Hoshtevë, Doshnicë, Zhej, Lliar, Topovë, Nderan.